# شاجاري محمد
شاجاري محمد (بالإنجليزية: Shagari Mohammed)‏ هو لاعب كرة قدم نيجيري في مركز الدفاع، ولد في 29 نوفمبر 1990 في كانو في نيجيريا. لعب مع كانو بيلارس.

## وصلات خارجية
- شاجاري محمد على موقع Soccerway.com (الإنجليزية)